# E652号線
E652号線 (E652ごうせん、英: European route E652) はオーストリアのクラーゲンフルトと、スロベニアのナクロを結ぶ、欧州自動車道路のBクラス幹線道路。
- オーストリア
  - E66号線 – クラーゲンフルト
- スロベニア
  - E61号線 – ナクロ